# هفته مد برلین

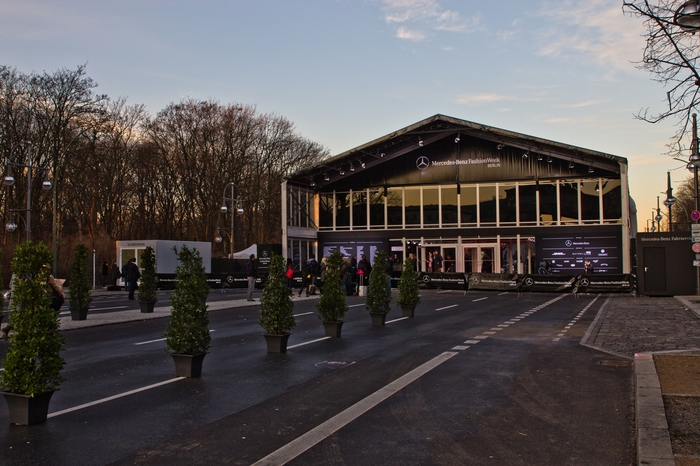
چادر رسمی هفته مد برلین در ژانویه ۲۰۱۲

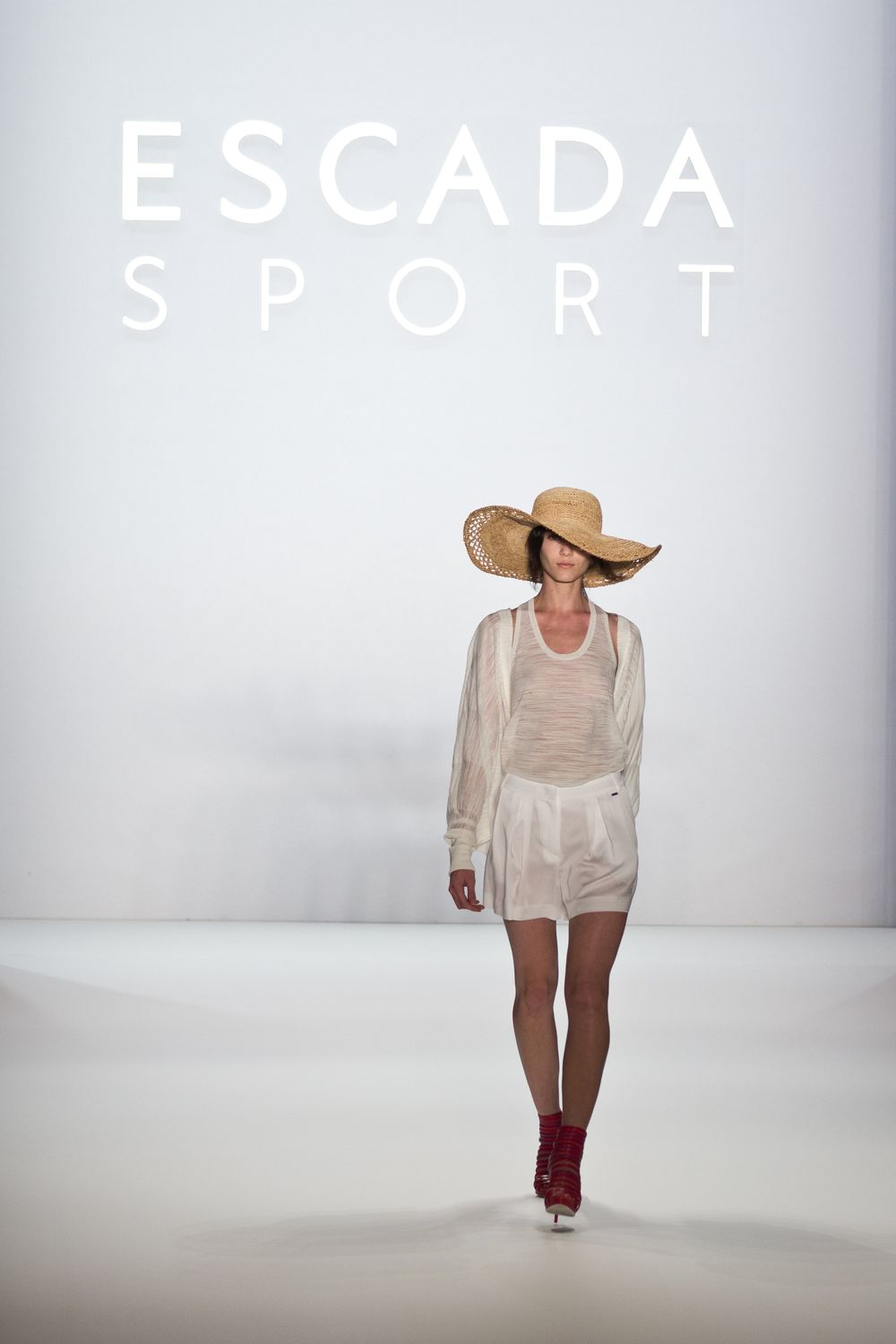
نمایشگاه افتتاحیه نمایش Escada Sport در مرسدس بنز هفته مد برلین فصل بهار / تابستان ۲۰۱۳

هفته مد برلین (Berliner Modewoche) یک هفته مد است که هر سال دو بار (ژانویه و ژوئیه) در برلین آلمان می‌شود. از زمان تأسیس در ژوئیه ۲۰۰۷، بسیاری از طراحان جوان و خلاق در این هفته شرکت کرده‌اند و سعی دارند تصویری جدید از صنعت مد در برلین به نمایش بگذارند از ژوئیه سال ۲۰۱۱، این رویداد جلوی دروازه براندنبورگ برگزاری می‌شود.